# Národní divadlo Ivana Vazova

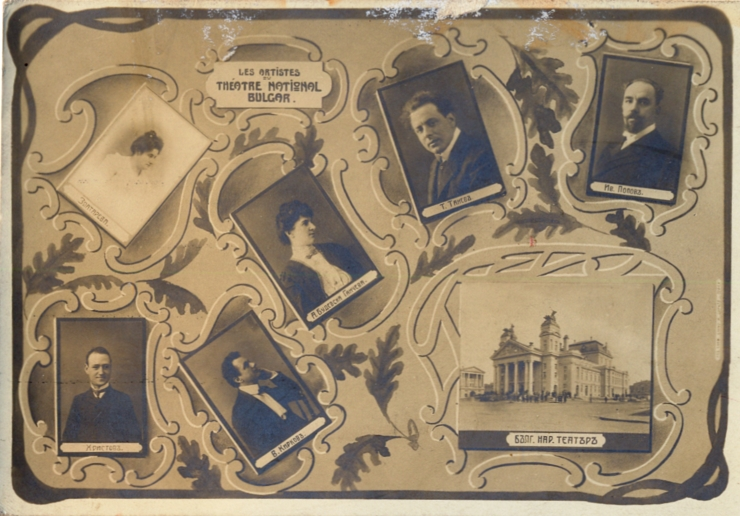
Pohlednice (před rokem 1926) s některými herci divadla

Národní divadlo Ivana Vazova (bulharsky Народен театър „Иван Вазов“) je bulharské národní divadlo. Je také nejstarším a nejvýznamnějším divadlem v zemi.
Je pojmenováno po bulharském spisovateli Ivanu Vazovovi.

## Poloha
Budova je významným orientačním bodem hlavního města Sofie. Nachází se v centru, mezi ulicemi Diakona Ignatije (bulharsky Дякон Игнатий), Ivana Vazova (Иван Вазов), Slavjanska (Славянска) a Georgije Benkovského (Георги Бенковски), její průčelí směřuje do nejstaršího městského parku Gradska gradina.

## Název
Divadlo neslo v průběhu let různá jména:
- 1906–1952 – „Národní divadlo“ (bulharsky Народен театър)
- 1952–1962 – „Národní divadlo Krasto Sarafova“ (Народен театър „Кръстю Сарафов“)
- 1962–1977 a po roce 1982 – současný název

## Historie
Budova v neoklasicistním stylu byla postavena nedaleko bývalého carského paláce, kde v současnosti sídlí bulharská Národní galerie podle projektu architektů Hermanna Helmera a Ferdinanda Fellnera mladšího ze známé vídeňské firmy Fellner a Helmer. Dokončena byla v roce 1906 a první představení se zde konalo 3. ledna 1907.
10. února 1923, během výroční oslavy, byla budova divadla silně poničena rozsáhlým požárem. Následovala přestavba a rozšíření podle plánů architektů Martina Dülfera a Kirila Čaparova, která trvala až do roku 1929. Během bombardování Sofie na přelomu let 1943 a 1944 byla budova opět silně poničena a v roce 1945 renovována. Poslední velká přestavba proběhla v letech 1971–1975, kdy byl postaven zvláštní sál pro koncerty komorní hudby.
V letech 2006 až 2007 byla renovována fasáda, střecha a byly znovu pozlaceny i dekorativní prvky. Náklady projektu činily 100 000 euro.
Hlediště má kapacitu 750 sedadel, menší scéna 120 sedadel. Ve čtvrtém patře další scéna se 70 místy.
fasáda budovy je vyobrazena na lícové straně bulharských bankovek v hodnotě 50 leva, vydaných v letech 1999 a 2006.

## Galerie

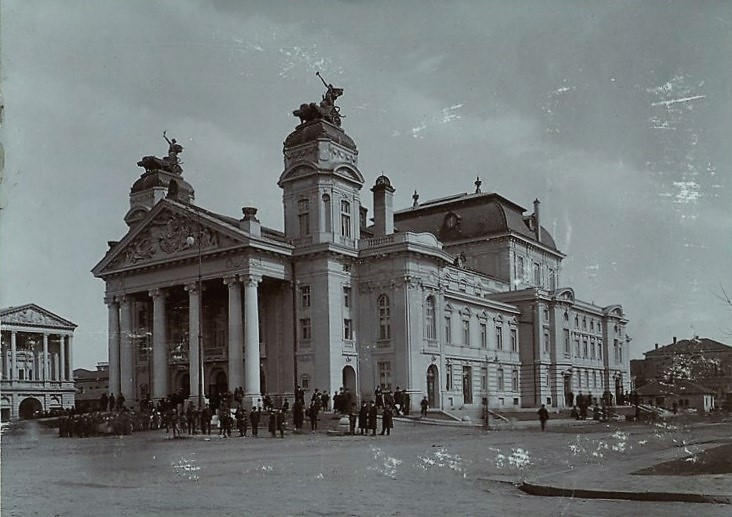
Budova v roce 1907
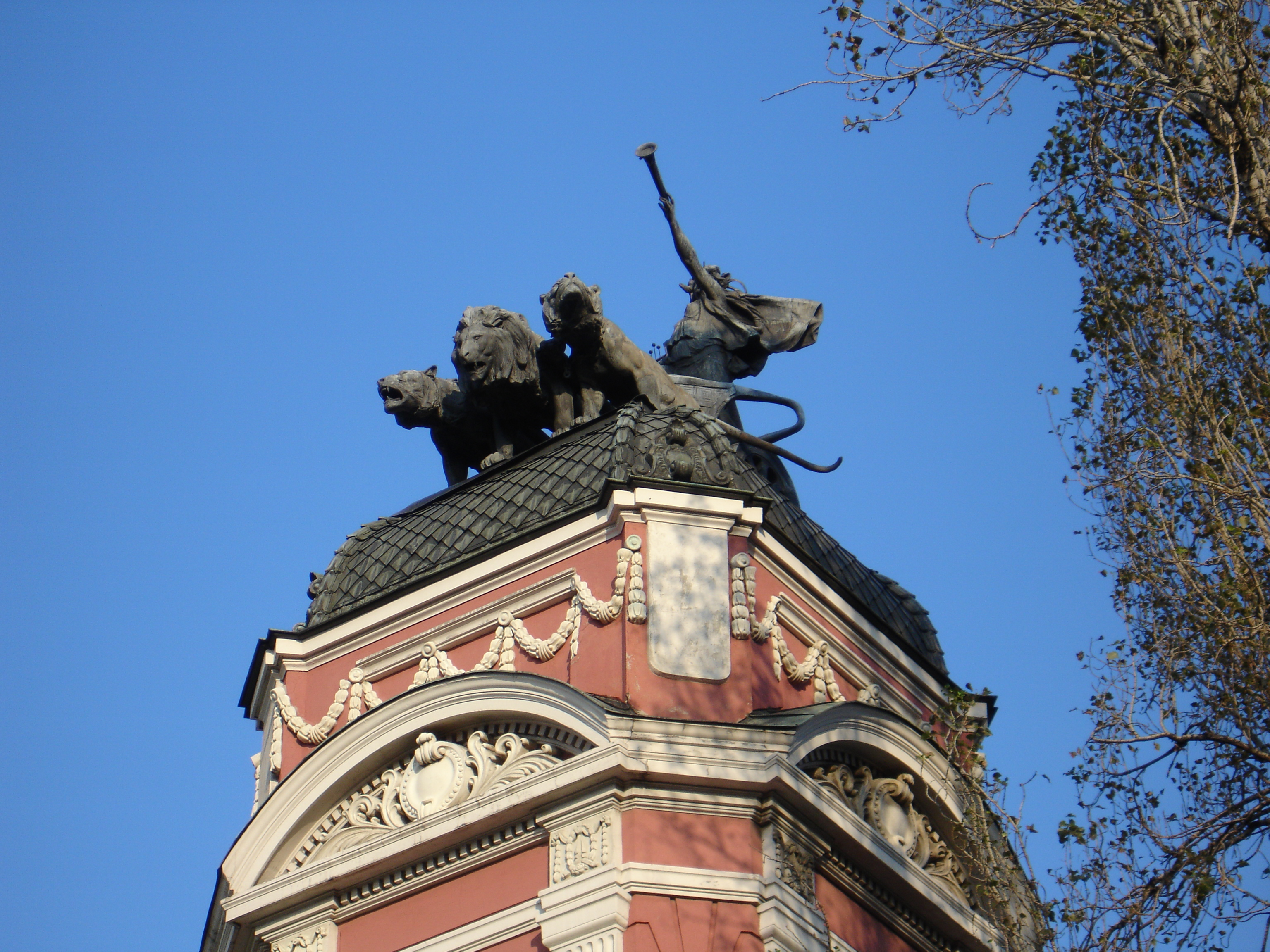
Detail věžičky
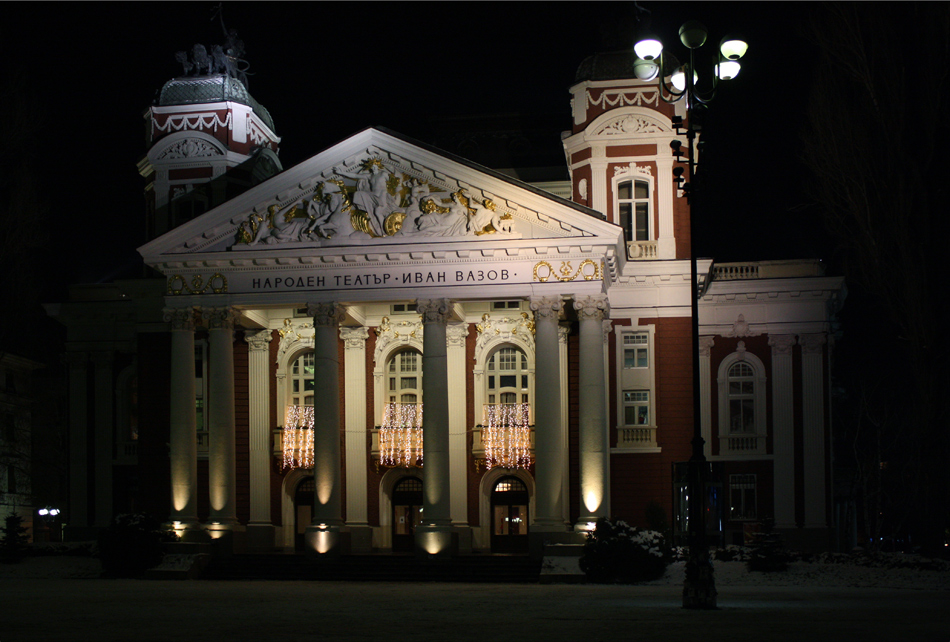
Noční pohled